# Správní obvod obce s rozšířenou působností Uničov
Správní obvod obce s rozšířenou působností Uničov je od 1. ledna 2003 jedním ze čtyř správních obvodů rozšířené působnosti obcí v okrese Olomouc v Olomouckém kraji. Čítá 10 obcí.
Město Uničov je zároveň obcí s pověřeným obecním úřadem, přičemž oba správní obvody jsou územně totožné.

## Seznam obcí
Poznámka: Města jsou vyznačena tučně.
- Dlouhá Loučka
- Lipinka
- Medlov
- Nová Hradečná
- Paseka
- Šumvald
- Troubelice
- Újezd
- Uničov
- Želechovice

## Obyvatelstvo
| Rok  | Obyv.  | ± %    |
| ---- | ------ | ------ |
| 1869 | 21 924 | —      |
| 1880 | 22 740 | +3,7 % |
| 1890 | 22 562 | −0,8 % |
| 1900 | 22 439 | −0,5 % |
| 1910 | 22 371 | −0,3 % |

| Rok  | Obyv.  | ± %     |
| ---- | ------ | ------- |
| 1921 | 21 704 | −3 %    |
| 1930 | 22 091 | +1,8 %  |
| 1950 | 16 768 | −24,1 % |
| 1961 | 20 542 | +22,5 % |
| 1970 | 22 252 | +8,3 %  |

| Rok  | Obyv.  | ± %    |
| ---- | ------ | ------ |
| 1980 | 23 070 | +3,7 % |
| 1991 | 23 091 | +0,1 % |
| 2001 | 23 096 | +0 %   |
| 2011 | 22 327 | −3,3 % |
| 2021 | 21 599 | −3,3 % |